# Pinzone
Francesco o Giovanni Del Cinque, detto Pinzone dagli amici e ormai abituatosi anch'egli a quel nome fino al punto di presentarsi così, è  un personaggio de Il fu Mattia Pascal di Luigi Pirandello. È il precettore assunto dalla madre di Mattia, la quale voleva fornire un'istruzione minima ai figli pur senza mandarli a scuola. Il personaggio di Pinzone è maggiormente definito nel capitolo 3.

## Descrizione fisica
Dal punto di vista fisico, il personaggio è così descritto nel terzo capitolo:
Molte cose con quegli occhietti egli doveva vedere nella nostra casa, che né la mamma né noi vedevamo. Non parlava, forse perché non stimava dover suo parlare, o perché - com'io ritengo più probabile - ne godeva in segreto, velenosamente.»

## Comportamento
Il comportamento del Pinzone è bivalente nei confronti dei due pargoli: infatti, quando la datrice di lavoro non è presente, lascia fare ai due le loro marachelle, ed anzi vi si unisce; ma nel momento della verità tradisce Mattia e Berto di fronte a loro madre. Da cui le vendette dei due. Al proposito citiamo un passo estratto dal capitolo 3:
Un giorno, per esempio, la mamma gli ordinò di condurci in chiesa; era prossima la Pasqua, e dovevamo confessarci. Dopo la confessione, una breve visitina alla moglie inferma del Malagna, e subito a casa. Figurarsi che divertimento! Ma, appena in istrada, noi due proponemmo a Pinzone una scappatella: gli avremmo pagato un buon litro di vino, purché lui, invece che in chiesa e dal Malagna, ci avesse lasciato andare alla Stìa in cerca di nidi. Pinzone accettò felicissimo, stropicciandosi le mani, con gli occhi sfavillanti. Bevve; andammo nel podere; fece il matto con noi per circa tre ore, ajutandoci ad arrampicarci su gli alberi, arrampicandocisi egli stesso. Ma alla sera, di ritorno a casa, appena la mamma gli domandò se avevamo fatto la nostra confessione e la visita al Malagna:
- Ecco, le dirò... - rispose, con la faccia più tosta del mondo; e le narrò per filo e per segno quanto avevamo fatto.
Non giovavano a nulla le vendette che di questi suoi tradimenti noi ci prendevamo. Eppure ricordo che non eran da burla. Una sera, per esempio, io e Berto, sapendo che egli soleva dormire, seduto su la cassapanca, nella saletta d'ingresso, in attesa della cena, saltammo furtivamente dal letto, in cui ci avevano messo per castigo prima dell'ora solita, riuscimmo a scovare una canna di stagno, da serviziale, lunga due palmi, la riempimmo d'acqua saponata nella vaschetta del bucato; e, così armati, andammo cautamente a lui, gli accostammo la canna alle nari - e zifff! -. Lo vedemmo balzare fin sotto al soffitto.»

## Cultura
La cultura del Pinzone è particolare: non una convenzionale, di stampo scolastico, ma piuttosto una creata da sé, alla ricerca delle particolarità e delle stranezze. È infatti estremamente interessato ad indovinelli, sonetti, Eco, enigmi, filastrocche; e l'interesse non si ferma alla lettura di altri strampalati poeti, ma sconfina nella creazione di proprie rime balzane. Un esempio è la Eco che egli stesso avrebbe composto e che è riportata nel capitolo 3:
<<In cuor di donna quanto dura amore?  - (Ore).
Ed ella non mi amò quant'io l'amai?  - (Mai).
Or chi sei tu che sì ti lagni meco?  - (Eco).>>”»
Un'altra sua creazione la si trova nel capitolo 6, quando Mattia sta parlando ad un incallito giocatore a Montecarlo:
della Fortuna. La dea capricciosa
dovea pure passar per la mia strada.
E passò finalmente. Ma tignosa.»

Il suo metodo di insegnamento era particolare: 